# Mantelstromfilter

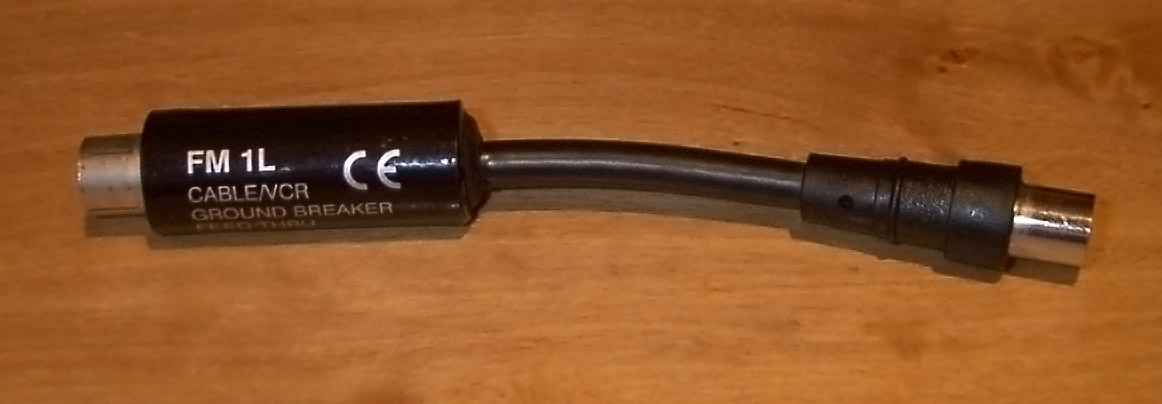
Mantelstromfilter (kapazitiver Koppler) für 75-Ohm-Antennenkabel für das Kabelfernsehen

Ein Mantelstromfilter ist in der Elektronik ein Bauteil, das je nach Art folgende unerwünschte Effekte verhindert:
- Brummschleifen über eine zweifache Erd- oder Masseanbindung in Audioanlagen
- die Ausbreitung hochfrequenter Gleichtakt--Störsignale auf Koaxialkabeln
- im Bild durchlaufende waagerechte Balken bei AV-Geräten.

Mantelstromfilter werden häufig mit Mantelwellenfiltern verwechselt.

## Wirkungsweise und Anwendung
Je nach Art des Signals und vorliegender Störsituation werden folgende Arten unterschieden:

### Trenntransformator (Übertrager)
Trennübertrager sind Transformatoren
- für Niederfrequenz für analoge und digitale (S/PDIF) Audioverbindungen oder
- seltener für Hochfrequenz in Antennenleitungen zwischen Antennendose und Endgerät (Tuner, Videorekorder, Fernsehgerät usw.).

Diese Mantelstromfilter unterdrücken durch galvanische Trennung zwischen Eingang und Ausgang niederfrequenten Strom auf der Abschirmung (dem Mantel) und der Seele (dem Innenleiter) von Koaxialkabeln, der durch mehrfache Erdung an unterschiedlichen Potentialen entstehen kann. Sie beeinflussen das Signal aufgrund ihrer oberen und unteren Grenzfrequenz und können daher auch keinen Gleichstrom übertragen. Bei Mantelstromfiltern treten nichtlineare Verzerrungen auf, die z. B. bei analogen Signalen unmittelbar zu Qualitätseinbußen führen können.
Übertrager-Mantelstromfilter werden in Niederfrequenz-Signalleitungen eingesetzt, wenn eine Brummschleife auf andere Weise nicht verhindert werden kann.

### Kapazitive Koppler

Schaltungsanordnung

Die Ausbreitung von (niederfrequenten) Brummströmen auf Antennen- und Hochfrequenzleitungen kann durch kapazitive Kopplung der beiden Leiter verhindert werden. Solche als Zwischenstecker erhältliche Elemente werden als Mantelstromfilter (engl.: Ground Loop Isolator) oder Massetrenner (engl. ground breaker) bezeichnet. Sie besitzen im Signalweg und in der Masseverbindung Koppel-Kondensatoren, die aufgrund ihres Kapazitätswertes (ca. 1 nF) nur Frequenzen ab etwa 5 MHz passieren lassen – Brummströme jedoch nicht. Kapazitive Mantelstromfilter besitzen keine galvanische Trennung.
Übliche kapazitive Trennzwischenstecker haben eine obere Grenzfrequenz von 1 GHz, so dass sie auch UHF-Signale passieren lassen können. Sie können somit für UKW-Rundfunk sowie analogen und digitalen Fernsehempfang einschließlich Kabelfernsehen eingesetzt werden.
Bei handelsüblichen Satellitenempfängern können solche Massetrenner jedoch nicht eingesetzt werden, da niederfrequente Steuersignale und die Versorgungsspannung für den LNB gleichzeitig übertragen werden müssen.